# گربرون
گربرون (به آلمانی: Gerbrunn) یک شهر در آلمان است که در Würzburg واقع شده‌است.

## خواهرخوانده
شهر تمار خواهرخواندهٔ گربرون هست.